# Happy End (film, 2011)
Happy End är en svensk dramafilm från 2011 i regi av Björn Runge och med manus av Kim Fupz Aakeson. 
Vid Guldbaggegalan 2012 vann Ann Petrén en Guldbagge för Bästa kvinnliga huvudroll för sin roll som Jonna. Även Peter Andersson och Johan Widerberg nominerades för sina rollinsatser. Filmen vann även pris vid Filmfestivalen i San Sebastián för Bästa foto.

## Handling
Filmen kretsar kring Jonna, Peter, Katrine, Asger och Mårten som alla står inför vägskälet i livet. Jonna arbetar som körskolelärare och en av hennes elever är Mårten som förlorade körkortet när han körde bil berusad. Jonnas son Peter ska gifta sig om två månader men en natt försöker han ta sitt liv. Katrine är en ung kvinna som tjänar extra genom att städa hemma hos folk, bland annat hos Jonna. Hon lever med den obalanserade mannen Asger som har en ekonomisk skuld och tvingas gömma sig från sina indrivare. 

## Roller
- Ann Petrén – Jonna
- Malin Buska – Katrine
- Gustaf Skarsgård – Peter
- Johan Widerberg – Asger
- Peter Andersson – Mårten
- Mariah Kanninen – Hanne
- David Dencik – Richard
- Fredrik Gildea – Zidan
- Hanna Malmberg – Nina
- Anna Azcaráte – psykolog
- Mattias Nordkvist – psykolog
- Said Legue – Jamal
- Helena Gezelius – sjuksköterska
- Yvette Ramirez – sköterska
- Ulf Peder Johansson – man i säng
- Anna-Lena Erlandson – körskolelärare
- Stefan Cronwall – körskolelärare
- Antony Castle – elev
- Åsa Ek Engquist – elev
- Marina Nyström – elev
- Stellan Runge – elev
- Sergej Kosyrev – man i husvagnspark
- Marek Chodor – man i husvagnspark